# Caribair
Caribair (mã IATA = B9, mã ICAO = CBC) là hãng hàng không của Cộng hòa Dominican, trụ sở ở Santo Domingo. Hãng có các tuyến đường quốc nội và tuyến đường tới Haiti, cũng như các chuyến bay thuê bao khắp vùng Caribbe. Căn cứ chính của hãng ở Sân bay quốc tế La Isabela, (Santo Domingo).

## Lịch sử
Caribair được thành lập và bắt đầu hoạt động từ năm 1983 bằng 2 máy bay và thay đổi chủ sở hữu năm 1988.

## Các nơi đến
(Tháng 8/ 2007):
- Aruba

- Oranjestad

- Bahamas

- Nassau (chỉ bay thuê bao)

- Bermuda

- Hamilton (chỉ bay thuê bao)

- Cuba

- La Habana
- Varadero
- Holguin
- Santiago de Cuba

- Cộng hòa Dominican

- Santiago
- Puerto Plata
- Samana
- Samana
- Samana
- Constanza
- Santo Domingo
- Santo Domingo
- Barahona
- San Juan
- Punta Cana
- La Romana
- Montecristi
- Dajabon
- Pedernales

- Jamaica

- vịnh Montego

- Haiti

- Port-au-Prince
- Cap-Haitien

- Antille thuộc Hà Lan

- Bonaire
- Curacao
- Saint Maarten

- Trinidad và Tobago

- Port of Tây Ban Nha

- Hoa Kỳ

- Fort Lauderdale (chỉ bay thuê bao)
- Miami (chỉ bay thuê bao)

- Puerto Rico

- San Juan (theo mùa)
- Aguadilla (bay thuê bao)

## Đội máy bay
(Tháng 3/2007):

## Sự cố
- Ngày 7.2.2008, máy bay Britten Norman Islander BN-2A, của Caribair ký số HI-653, bay từ Sân bay quốc tế Cibao tới Sân bay quốc tế Punta Cana qua Sân bay quốc tế La Romana lúc 6 giờ chiều đã bị rớt gần La Romana, không ai bị thiệt mạng, chỉ có viên phi công bị thương.